# Olga Novo
Olga Novo (Vilarmao, A Pobra do Brollón, Lugo, 1975) é uma poeta e ensaísta galega. Licenciada em Filologia Galego-Portuguesa pela Universidade de Santiago de Compostela, sendo também professora numerária de Ensino Secundário e leitora na Universidade da Alta Bretanha em Roazhon (Rennes), além de professora de literatura na Universidade da Bretanha Sur em Lorient.

## Biografia
Como poeta, deu-se a conhecer precocemente com três poemários de grande autenticidade vivencial, força expressiva, profundidade telúrica e sensualidade erótica, A teta sobre o sol (1996), Nós nus (1997) e A cousa vermella (2004). Nesta linha telúrica, destaca-se também a poesia de denúncia ligada a temas ecológicos.
Também publicou um livro de arte compartilhado com Alexandra Domínguez e Juan Abeleira, intitulado Magnalia, e poemas em antologias, livros colectivos, revistas (Festa da Palabra Silenciada, Dorna, Xistral) e jornais (El País, ABC). Fez parte dos conselhos de redacção das revistas Ólisbos, Animal, Unión Libre e Valdeleite. Traduziu, do galego, El contradiscurso de las mujeres. Historia del proceso feminista, de Carmen Blanco.
Publicou também livros como analista e ensaísta.
Participou com estudos em congressos e revistas (Ínsula, Moenia, Boletín Galego de Literatura, Anuario de Estudios Literarios Galegos, Revista Galega do Ensino, A Nosa Terra, La Torre. Revista de la Universidad de Puerto Rico, etc.)
Focou-se sobretudo em propostas ligadas ao Surrealismo: escreveu sobre o escritor André Breton, o cantautor Léo Ferré e o pintor Eugenio Granell, e com a temática erótica, como reflecte o seu ensaio "Tratado da pel", publicado no monográfico "Erotismos" de Unión Libre (1999), por ela mesma coordenado. 
O Patronato da Cultura Galega de Montevideu dedicou-lhe o Dia da Poesia Galega em 2004.

## Prêmios
- Prêmio Losada Diéguez de Criação Literária pelo poemário Nós nus.
- Prêmio de Investigação Ánxel Fole pelo estudo Uxío Novoneyra. Lingua loaira.

## Obras

### Poesia
- A teta sobre o sol (1996)
- Nós nus (1997)
- A cousa vermella (2004)

### Análises e ensaios
- Por un vocabulario galego do sexo. A terminoloxía erótica de Claudio Rodríguez Fer (1995)
- O lume vital de Claudio Rodríguez Fer (1999, ampliado e reeditado em 2008)
- Uxío Novoneyra. Lingua loaira (2005)
- Introdución a "Unha tempada no paraíso" de Claudio Rodríguez Fer (2010)
- No principio foi o pracer (2017)